# Every Body
Every Body es un documental estadounidense de 2023 dirigido por Julie Cohen y producido por NBC News Studios. Protagonizado por Sean Saifa Wall, Alicia Roth Weigel y River Gallo, el filme se estrenó en el Festival de Cine de Tribeca el 11 de junio de 2023 y fue distribuido por Focus Features en Estados Unidos en junio del mismo año. En general, recibió críticas positivas de la prensa especializada. NPR escribió que la película «descubre los conceptos erróneos en torno a las personas intersexuales y el maltrato al que se han enfrentado», presentando historias reales de cada uno de los protagonistas.

## Sinopsis

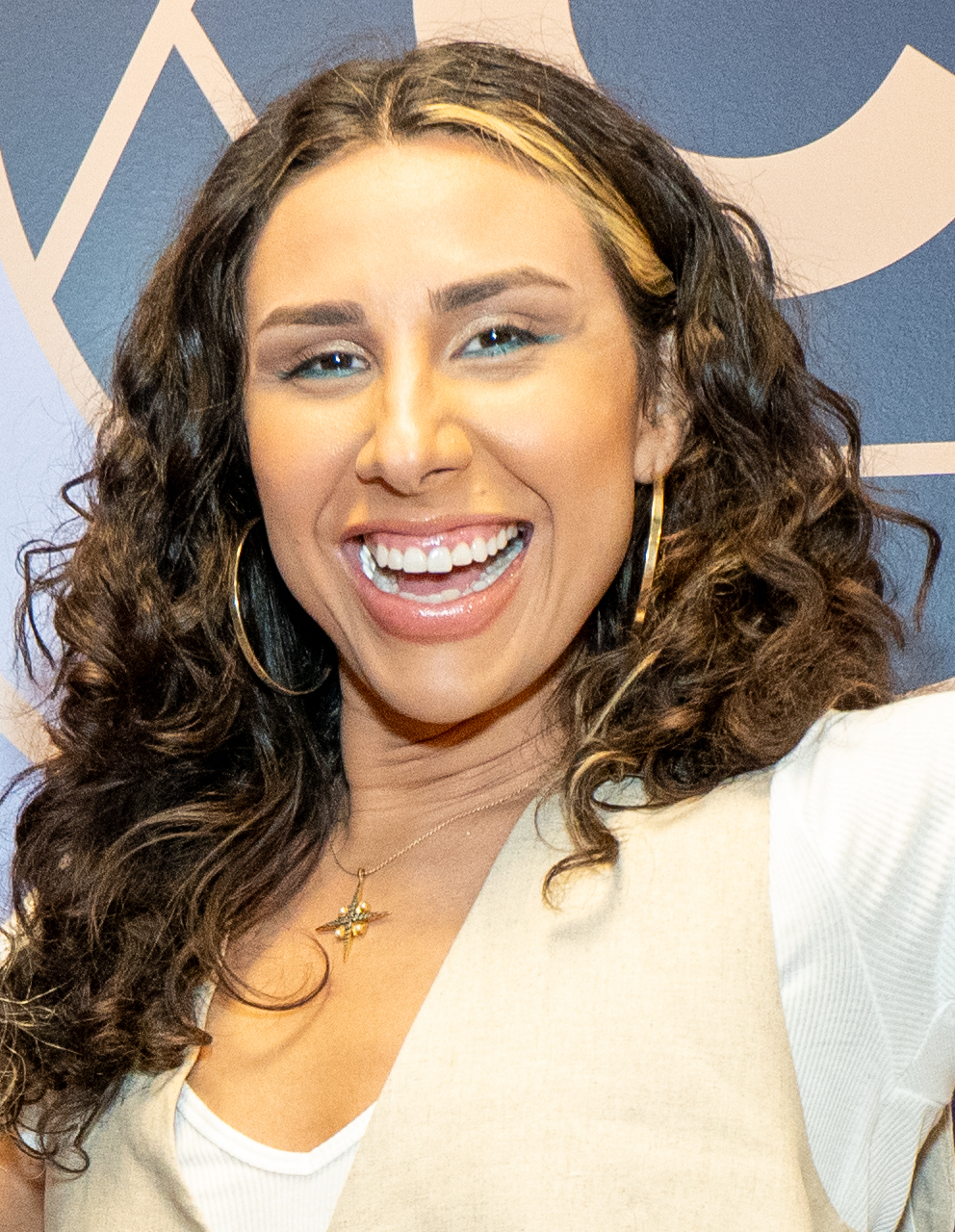
River Gallo (en la imagen) presenta en Every Body los desafíos que ha tenido que enfrentar debido a su intersexualidad.

El documental presenta las historias de vida de tres personas intersexuales: River Gallo, Alicia Roth Weigel y Saifa Wall, quienes han tenido que luchar contra la práctica de cirugías médicamente innecesarias. En el caso de Wall y Weigel, se les realizó una operación para corregir su condición intersexual cuando eran bebés. Por su parte, a Gallo se le asignó el género masculino a pesar de sus rasgos intersexuales.

## Estreno y recaudación
Every Body se estrenó en el Festival de Cine de Tribeca el 11 de junio de 2023. Tuvo un estreno limitado en cines en Estados Unidos gracias a la distribución de Focus Features el 30 de junio de 2023. La película llegó a las plataformas digitales el 18 de julio del mismo año. En el Reino Unido, la compañía Dogwoof la estrenó el 15 de diciembre.
En Estados Unidos y Canadá, la película se estrenó en 225 salas y recaudó 150.030 dólares en su fin de semana de apertura. Recaudó un total de 273.860 dólares.

## Recepción
En el sitio especializado en reseñas Rotten Tomatoes, el 98% de las 44 reseñas de los críticos son positivas, con una puntuación media de 8,1/10. El consenso del sitio es el siguiente: «Un documental esclarecedor que disipa la desinformación y crea un espacio informativo para que la comunidad intersexual se abra paso a través de las pruebas y tribulaciones de la expresión de género y de la vida». Metacritic, que utiliza una media ponderada, asignó a la película una puntuación de 77 sobre 100, basada en 17 críticas, lo que indica reseñas «generalmente favorables».
Matt Zoller Seitz, del portal RogerEbert.com, describió a Every Body como «una mirada conmovedora y fascinante a un subgrupo de la población mundial muy a menudo ignorado, llena de empatía y comprensión, pero también de una fría y analítica rabia por lo que han tenido que enfrentar». Lovia Gyarkye, de The Hollywood Reporter, la calificó como «atractiva e informativa» y concluyó su crítica afirmando: «La película te deja con la sensación de que, con una mayor concienciación y acción colectiva, el futuro de la comunidad intersexual puede ser poderoso y brillante».
Teo Bugbee, del New York Times, también entregó una nota positiva: «La película se beneficia de la elección de sus protagonistas, ya que Wall, Gallo y Weigel son entrañables y están profundamente informados. Su franqueza anima las poco imaginativas entrevistas de la directora Julie Cohen. Pero más allá del reparto, la mejor elección de Cohen como directora es mostrar ejemplos de la historia de la atención médica intersexual». Peter Debruge, de Variety, escribió: «La identidad intersexual es tema suficiente para una película, y ésta cubre una cantidad asombrosa de terreno en 92 minutos de duración». Wendy Ide de The Guardian señaló: «Por desgarradora que sea esta historia, la energía alegre de la película da como resultado un filme festivo y desafiantemente optimista».